# Leptoboea multiflora
Leptoboea multiflora là một loài thực vật có hoa trong họ Tai voi. Loài này được (C.B. Clarke) C.B. Clarke mô tả khoa học đầu tiên năm 1883.